# Anne Stanhope
Anne Stanhope, por matrimonio Seymour (c.1497 – 16 de abril de 1587), fue la segunda esposa de Edward Seymour, quien ocupó el puesto de Lord Protector durante la primera parte del reinado de su sobrino, el rey Eduardo VI. Durante esa época, Anne fue la mujer más poderosa de Inglaterra, exigiendo incluso prioridad de paso sobre la reina viuda Catalina Parr.

## Familia
Anne Stanhope nació en 1497, siendo la única hija de sir Edward Stanhope (1462 – 6 de junio de 1511) y su esposa Elizabeth Bourchier, hija a su vez de Fulk Bourchier, X barón FitzWarin (1445-1479). Del primer matrimonio de su padre con Adelina Clifton, Anne tenía dos hermanastros: Richard Stanhope (fallecido en 1529) y Michael Stanhope (fallecido en 1552). Tras la muerte de sir Edward, su viuda Elizabeth se casó con sir Richard Page, de Beechwood, Hertfordshire.
Los abuelos paternos de Anne fueron Thomas Stanhope, señor de Shelford, y Margaret (o Mary) Jerningham. Sus abuelos maternos fueron Fulke Bourchier, II barón Fitzwaryn, y Elizabeth Dynham. Por parte de madre, Anne era descendiente de Tomás de Woodstock, hijo menor del rey Eduardo III de Inglaterra y Felipa de Henao.
El esnobismo y el orgullo de Anne se consideraban intolerables, aunque era una mujer muy inteligente y resuelta. Antonio de Guaras, mercader español afincado en Londres dijo de ella que era «más presuntuosa que Lucifer".

## Primer matrimonio
Anne Stanhope se casó con sir Edward Seymour en una fecha anterior al 9 de marzo de 1535. Probablemente, el primer matrimonio de Edward con Catherine Fillol había sido anulado, y es muy posible que además, la primera esposa ya hubiera fallecido para entonces. Edward Seymour era el hermano mayor de Juana Seymour, tercera esposa del rey Enrique VIII. Poco después del matrimonio de Juana con el rey, en junio de 1536, Edward Seymour fue nombrado vizconde Beauchamp. En octubre de 1537, tras el nacimiento de su sobrino Eduardo, recibió el título de conde de Hertford, y en 1547, Anne y él se convirtieron en duques de Somerset.

## Descendencia
Anne y Edward Seymour tuvieron diez hijos:
- Edward Seymour, vizconde Beauchamp de Hache (12 de octubre de 1537 – 1539)
- Anne Seymour (1538-1588), condesa de Warwick, se casó con John Dudley, y en segundas nupcias con Edward Unton
- Edward Seymour, I conde de Hertford (22 de mayo de 1539 – 1621). Se casó en noviembre de 1560 con Catalina Grey, con quien tuvo dos hijos, en segundas nupcias con Frances Howard en 1582 y por tercera vez en 1601 con Frances Prannell.
- Henry Seymour (c.1540- ?), que se casó con Joan Percy, hija de Thomas Percy, conde de Northumberland
- Lady Margaret Seymour (1540-?), escritora
- Jane Seymour (1541–1561), dama de honor de la reina Isabel I y famosa escritora
- Catherine Seymour (1548–1625)
- Thomas Seymour (1548–1574), murió soltero y sin hijos
- Mary Seymour (1550-?),se casó tres veces, con Andrew Rogers, Sir Henry Peyton y el general Francis Cosbie
- Elizabeth Seymour (1552 – 3 de junio de 1602), se casó con sir Richard Knightley, de Northamptonshire

La reina Juana amadrinó al primer hijo de Anne. La ceremonia se celebró en Chester Place, y junto a la reina, también fueron padrinos Thomas Cromwell y María Tudor.

## Vida en la corte

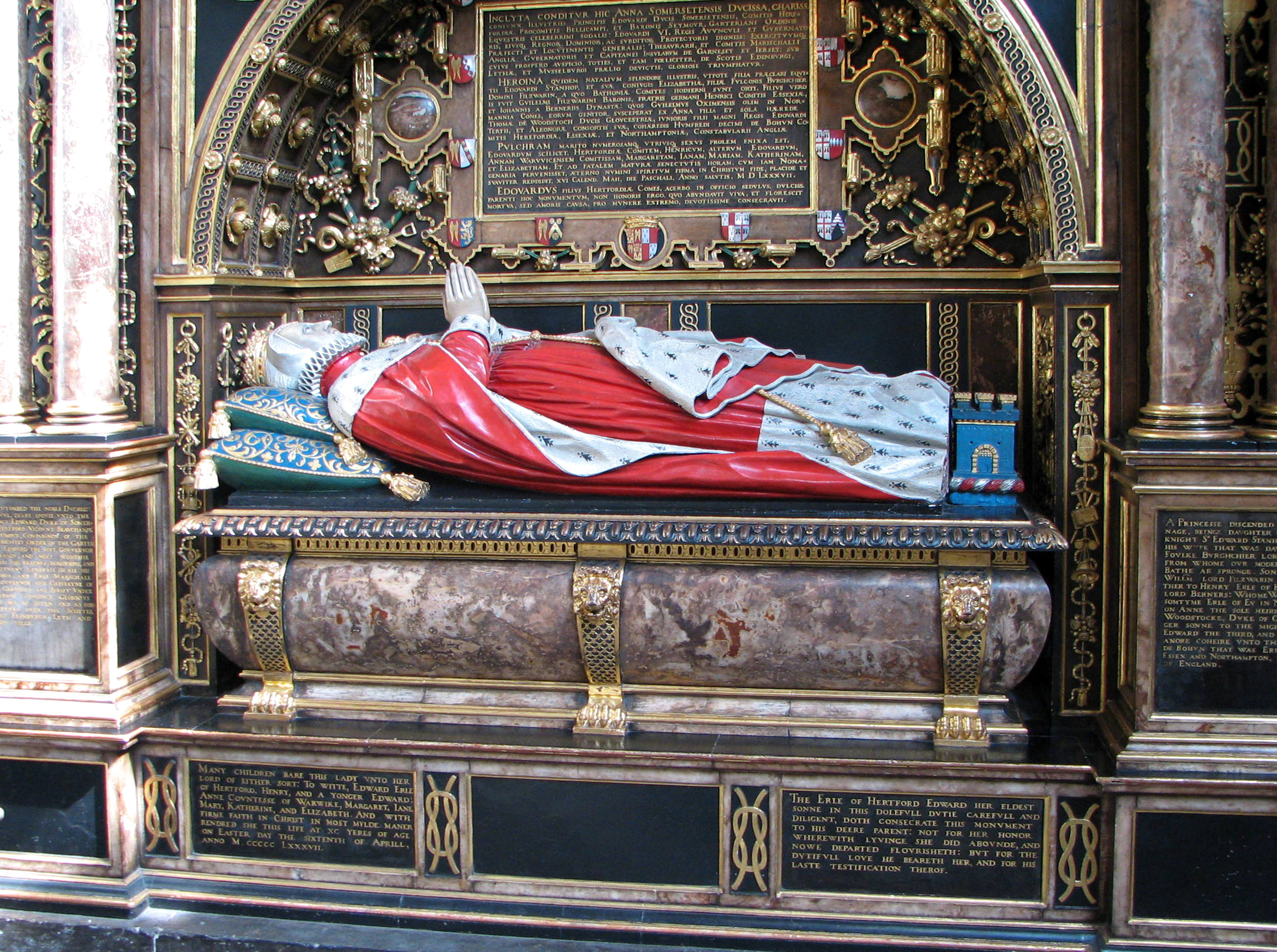
Tumba de Anne Seymour en la abadía de Westminster. El colorido de sus ropajes es el del escudo de Stanhope, su familia paterna

Anne Seymour estuvo presente en la ceremonia de la boda de Enrique VIII y Catalina Parr, el 12 de julio de 1543. Tras la muerte de Enrique, el marido de Anne actuó como rey de facto, y gracias a ese poder, la duquesa de Somerset se consideró a sí misma primera dama del reino, exigiendo preferencia de paso por delante de la viuda de Enrique VIII, que se había casado con Thomas Seymour, cuñado de Anne.
La duquesa estaba convencida de que Catalina Parr había renunciado a sus derechos de precedencia al casarse con el hermano menor de su marido. Se negó a llevar la cola de Catalina e incluso la intentó empujar físicamente fuera de su puesto a la cabeza de los cortejos. Anne llegó a decir de Catalina: «Si el señor almirante (Thomas Seymour) no le enseña modales a su esposa, seré yo quien lo haga». Por su parte, Catalina se refería en privado a su cuñada como «esa pesadilla». Catalina Parr ganó la batalla invocando la III Ley de Sucesión, que establecía claramente que ella tenía preferencia sobre todas las demás damas del reino. De hecho, la duquesa de Somerset debía pasar después de la reina Catalina, las princesas María e Isabel y Ana de Cleves. La duquesa, a quien se describía como «una mujer violenta», tuvo un enorme poder durante un corto periodo, lo que después influiría negativamente en la reputación de su esposo.
Como Lord Protector, Edward Seymour tenía prácticamente autoridad real. No obstante, perdió su posición tras una confrontación con el consejo privado en 1549, y fue encarcelado junto con su esposa en la Torre de Londres. La duquesa fue liberada poco después y Somerset salió en enero de 1550. Según el embajador Jean Scheyfve, Anne visitaba diariamente al nuevo gobernante de facto, John Dudley, conde de Warwick, que poco después aceptó que Somerset se reincorporara al consejo privado. La duquesa de Somerset y la condesa de Warwick organizaron el matrimonio de sus hijos mayores, Anne Seymour y John Dudley. Somerset volvió a caer en desgracia en octubre de 1551, cuando fue detenido y acusado de conspirar contra Warwick, que acababa de ser nombrado duque de Northumberland. Somerset fue declarado culpable de felonía el 1 de diciembre de 1551, y decapitado el 22 de enero de 1552 en Tower Hill. La duquesa había sido arrestada con su esposo, y siguió en la torre hasta el 30 de mayo de 1553. Tras la ascensión al trono de María Tudor y la proscripción del duque de Northumberland, se le permitió quedarse parte de los bienes confiscados a la familia Dudley.

## Segundo matrimonio
Anne Seymour se casó en segundas nupcias con Francis Newdigate, de Hanworth, Middlesex, que había sido administrador de su difunto esposo. Poco se sabe de su vida en común.

## Muerte
Anne Seymour falleció en el palacio de Hanworth, Middlesex, el 16 de abril de 1587, y fue enterrada en la abadía de Westminster. La tumba, con su efigie yacente pintada con los colores del escudo de su familia, puede verse en la capilla de San Nicolás de la abadía.